# Richard Lloyd

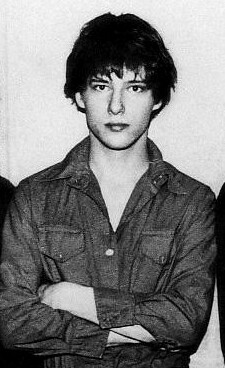
Richard Lloyd 1977

Richard Lloyd, född 25 oktober 1951 i Pittsburgh, Pennsylvania, är en amerikansk musiker. 
I början av 1970-talet träffade Lloyd Richard Hell och Tom Verlaine. De bildade rockgruppen Television. Lloyds och Verlaines gitarrspel blev snart gruppens kännetecken, och skivan Marquee Moon från 1977 räknas idag till en av de mest betydande rockskivorna. 
När gruppen splittrades 1978 fortsatte Lloyd med en solokarriär. Den kantades till en början av tungt drogberoende. Det första albumet Alchemy (Electra 1979) är ett fint sammanhållet popalbum med melodiösa låtar som andas Rolling Stones, Bryan Adams och Elvis Costello. Under 1980-talet spelade Lloyd med den svenska gruppen Lolita Pop. Han har också samarbetat med Matthew Sweet och som studiomusiker för en rad amerikanska indieband. Dessutom har Lloyd gjort ett gästspel på skivan Let's back the wrong band med det svenska bandet Leif Karate.
I hans repertoar har också ingått covers av hans favoritlåtar, bland annat garagerockbandet 13th Floor Elevators "You're Gonna Miss Me".

## Diskografi
- 1979 – Alchemy
- 1985 – Field of Fire
- 1987 – Real Time (live)
- 2001 – Cover Doesn't Matter
- 2007 – The Radiant Monkey